# Kahena Kunze
Kahena Kunze (San Paolo, 12 marzo 1991) è una velista brasiliana.

## Biografia
Figlia di Claudio Kunze, insegnante di vela, il suo nome è un omaggio alla regina berbera Kahina.

## Carriera
Kahena Kunze gareggia nelle categorie 49er e 420 di vela, e già in giovane età si mette in mostra arrivando una volta settima (2010) e due volte ottava (2011 e 2012) ai mondiali di vela nella categoria 470. Nel 2013 arriva la consacrazione, infatti conquista la medaglia d'argento nel 49er & 49er FX World Championships. L'anno successivo, sempre nella categoria 49er, si laurea campionessa mondiale nell'edizione svoltasi a Santander. Nel 2016 partecipa alle Olimpiadi e si laurea campionessa olimpica nel 49er insieme alla collega Martine Grael; quattro anni più tardi, le due veliste bissano il successo alle Olimpiadi di Tokyo.

## Palmarès
| Anno | Manifestazione      | Sede           | Evento | Risultato | Prestazione | Note |
| ---- | ------------------- | -------------- | ------ | --------- | ----------- | ---- |
| 2013 | Mondiali            | Marsiglia      | Vela   | Argento   |             |      |
| 2014 | Mondiali            | Santander      | Vela   | Oro       |             |      |
| 2015 | Mondiali            | Buenos Aires   | Vela   | Argento   |             |      |
| 2016 | Olimpiadi           | Rio de Janeiro | Vela   | Oro       |             |      |
| 2017 | Mondiali            | Matosinhos     | Vela   | Argento   |             |      |
| 2017 | Giochi panamericani | Toronto        | Vela   | Argento   |             |      |
| 2019 | Mondiali            | Auckland       | Vela   | Argento   |             |      |
| 2019 | Giochi panamericani | Lima           | Vela   | Oro       |             |      |
| 2021 | Olimpiadi           | Tokyo          | Vela   | Oro       |             |      |
| 2021 | Mondiali            | Al Musanaah    | Vela   | Bronzo    |             |      |